# Africaleurodes tetracerae
Africaleurodes tetracerae es un insecto hemiptero de la familia Aleyrodidae, subfamilia Aleyrodinae. Fue descrita científicamente en 1966 por Cohic.